# Diassonema Mucungui
Diassonema Mucungui ( 6 de junho de 1996)  é uma judoca angolana. É medalhista de bronze nos Jogos Africanos e três vezes no Campeonato Africano de Judô .

## Carreira
Em 2019, conquistou uma das medalhas de bronze no evento feminino 57 kg no Campeonato Africano de Judô 2019, realizado na Cidade do Cabo, na África do Sul.  Em 2020,  ganhou a medalha de ouro no Campeonato Africano de Judô 2020, realizado em Antananarivo, Madagascar. 
Em 2021, competiu no evento feminino até 57 kg no 2021 Judo World Masters, realizado em Doha, no Catar. 

## Conquistas
| Ano  | Torneio         | Lugar, colocar | Classe de peso |
| ---- | --------------- | -------------- | -------------- |
| 2019 | Jogos africanos | 3ª             | -57 kg         |